# 촌마게 푸딩
촌마게 푸딩(ちょんまげぷりん 존마게푸린[*])은 아라키 겐의 동명 소설을 원작으로 한 일본 영화이다. 2010년 7월 31일 개봉.

## 개요
아라키 겐의 동명 소설을 원작으로, 사무라이와 현대 인간이 펼치는 익살스러운 웃음과 정을 테마로 한 드라마를 그렸다. 감독은 《골든 슬럼버》의 나카무라 요시히로. 니시키도 료는 이 작품을 통해 처음으로 영화에 출연하였으며, 처음으로 주연을 연기하였다. 2010년 2월에 크랭크인하여 약 1개월에 걸쳐 촬영되었다.
개봉 전 7월 30일에는 도쿄 에비스 가든 시네마에서의 무대 인사와 함께 프리미어 상영회가 열렸고, 7월 31일에는 모스버거와의 콜라보레이션으로 추첨을 통한 특제 푸딩을 선물하였다.
전국 36개의 스크린을 통한 소규모 개봉임에도 2010년 7월 31일과 8월 1일, 이틀만에 44,017,200엔의 흥행수익과 34,056명의 관객을 동원하며 개봉 첫 주 9위에 이름을 올렸다. 또한 나카무라 감독 자신의 2008년작 《집오리와 들오리의 코인로커》의 기록을 상회하는 메인관(에비스 가든 시네마, 우메다 가든 시네마)에서의 첫 주 동원관객 수를 넘어섰다. 더욱이 피어 첫날 만족도 랭킹(피어영화생활 조사)에서 1위를 차지하는 등, 10대, 20대 여성을 중심으로, 재미 있으면서도 감동적이라는 절찬이 이어졌다.
뉴욕 아시아 영화제 2011 (NYAFF)에서 관객상 1위를 획득하였다.
캐치 카피는 인생은 케이크처럼 달콤하지만은 않습니다.(生はケーキほど甘くないでござる。), 180년의 시간을 넘어 온 약속. 사무라이가 가르쳐 준 소중한 것.(180年の時を越えて届いた約束。お侍が気づかせてくれた、大切なこと。).

## 줄거리
싱글맘인 유사 히로코 앞에 나타난 것은, 180년 전 에도 시대에서 온 기지마 야스베. 에도로 돌아가는 방법을 모르는 야스베는 히로코네 집에서 더부살이하며 가사를 맡는다. 가사에 몰두하거나, 아들 도모야에게 예의, 남자다움 등을 가르치던 중, 도모야를 위해 만든 푸딩을 계기로 과자 만들기를 시작하는 야스베. 그런 야스베가 수제 케이크 콘테스트에 참가하며 순식간에 인기 파티시에가 되지만, 세 사람에게 슬픈 헤어짐의 순간이 찾아온다.

## 등장 인물
- 기지마 야스베 - 니시키도 료
- 유사 히로코 - 도모사카 리에
- 유사 도모야 - 스즈키 후쿠
- 다나카 군 - 곤노 히로키
- 상사 기노사키 - 호리베 게이스케
- 센고쿠 요시에 - 사토 히토미
- 시상암의 딸 - 구츠나 시오리
- 사회자 - 나카무라 유지
- 도노마 도모하루 - 이노우에 준

## 제작진
- 각본, 감독 - 나카무라 요시히로
- 원작 - 아라이 겐 《ちょんまげぷりん》 (쇼가쿠칸 문고간)
- 음악 - 야스카와 고로
- 미술 - 가나가쓰 히로카즈
- 촬영 - 고바야시 겐
- 편집 - 모리시타 히로아키
- 의상 - 오마 다쓰오
- 조명 - 호리 나오유키
- 녹음 - 마쓰모토 쇼와
- 제과제작, 감수 - 쓰지초 그룹교
- 제작 프로덕션 - 스모크
- 제작협력 - 다부
- 제작, 배급 - 제이스톰

## 주제가
- 엔딩 테마
  - 이마와노 기요시로 - REMEMBER YOU